# 안동 임청각
안동 임청각(安東 臨淸閣)은 경상북도 안동시에 있는 조선시대의 건축물이다. 1963년 1월 21일 대한민국의 보물 제182호 안동 임청각정침군자정으로 지정되었다가, 2002년 9월 25일 안동 임청각으로 명칭이 변경되었다. 독립운동가 이상룡의 생가이다.

## 개요
임청각은 형조좌랑(刑曹佐郞)을 지낸 바 있는 이명이 1515년(중종 10년)에 건립한 주택이며, 상하이 주재 대한민국 임시 정부 초대 국무령을 지낸 이상룡의 집이기도 하다. 이 집은 영남산(映南山) 동쪽 기슭에 앉아 낙동강을 바라보는 전형적인 배산임수 명당 지형에 남향하여 자리잡고 있다. 임청각이라는 이름은 도연명의 《귀거래사》에 등장하는 "동쪽 언덕에 올라가서 휘파람을 길게 불고, 맑은 물가에서 시를 지으리라."(登東皐以舒嘯, 臨淸流而賦詩(등동고이서소, 임청류이부시))라는 시구에서 따온 것이다.

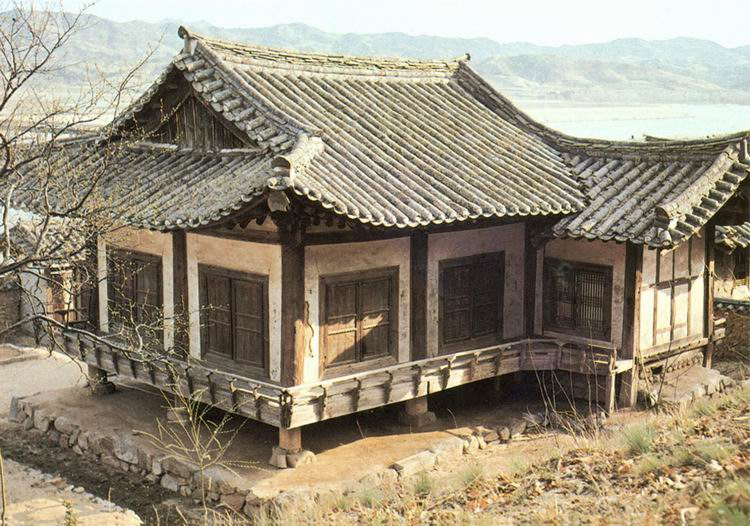
군자정 지붕 너머로 낙동강이 보인다

중앙선 철도부설 때 50여간의 행랑채와 부속채가 철거되어 현재의 규모로 줄어들기는 하였으나, 길에서 보면 맞담 너머로 보이는 웅장한 모습의 행랑채가 이 집이 소위 말하는 99간집이라는 것을 느끼게 해준다. 이 중 보존상태가 양호하여 보물로 지정된 군자정은 임청각의 별당으로 조선 중기에 지은 ‘丁’자 평면의 누각형 건물이다. 앞면 3칸·옆면 2칸 크기이고 지붕은 옆면에서 볼 때 여덟 팔(八)자 모양을 한 팔작지붕이다. 중심은 남향의 대청이고, 그 서쪽에 이어서 지은 T자형의 온돌방이 부설되어 있다. 내부는 4개의 방으로 구성되어 있다. 건물 둘레에는 툇마루를 돌려서 난간을 세웠으며, 출입은 두 군데에 마련해 놓은 돌층계를 이용하게 되어 있다.

## 명칭 변경 사유
강릉 오죽헌(보물 제165호), 회덕 동춘당(보물 제209호), 안동 양진당(보물 제306호), 무첨당(보물 제411호), 향단(보물 제412호), 독락당(보물 제413호), 충효당(보물 제414호), 관가정(보물 제442호), 안동 소호헌(보물 제475호) 등의 경우와 같이 그 일원(一圓)을 보존하고자 2002년 9월 25일 종전 《안동 임청각정침군자정》(安東 臨淸閣正枕君子亭)에서 《안동 임청각》(安東 臨淸閣)으로 명칭 변경을 고시하였다.

## 복원
임청각에서 이상룡을 비롯한 독립운동가 9명을 배출했다는 사실을 확인한 일제 관헌이 1942년에 집 앞마당과 집 일부를 철거하고 중앙선 기찻길을 내는 바람에 현재는 규모가 70칸 정도로 축소된 채 낙동강 풍경과도 단절되어 있다. 중앙선 선로와의 거리는 약 7 m이다.
이에 따라 임청각은 복원 사업이 진행 중에 있다. 2014년에는 1억원의 예산을 투입해 임청각 주변 시설정비에 나섰으며, 2016년부터는 4억 3000만원의 예산으로 보수 사업 등이 이뤄지고 있다. 중앙선 선로 역시 다른 쪽으로 이설하는 공사가 진행되며, 기존 중앙선 방음벽을 철거하고, 임청각의 옛 모습을 다시 복원할 계획이다.
임청각 중앙선 철로 이설 및 철거가 완료되었고 임청각 복원·주변정비사업이 속도를 내고 있어 석주 이상룡선생의 독립운동 정신을 계승 발전시키는 교육 체험의 장으로서 역할을 톡톡히 할 것으로 기대된다.

## 사진

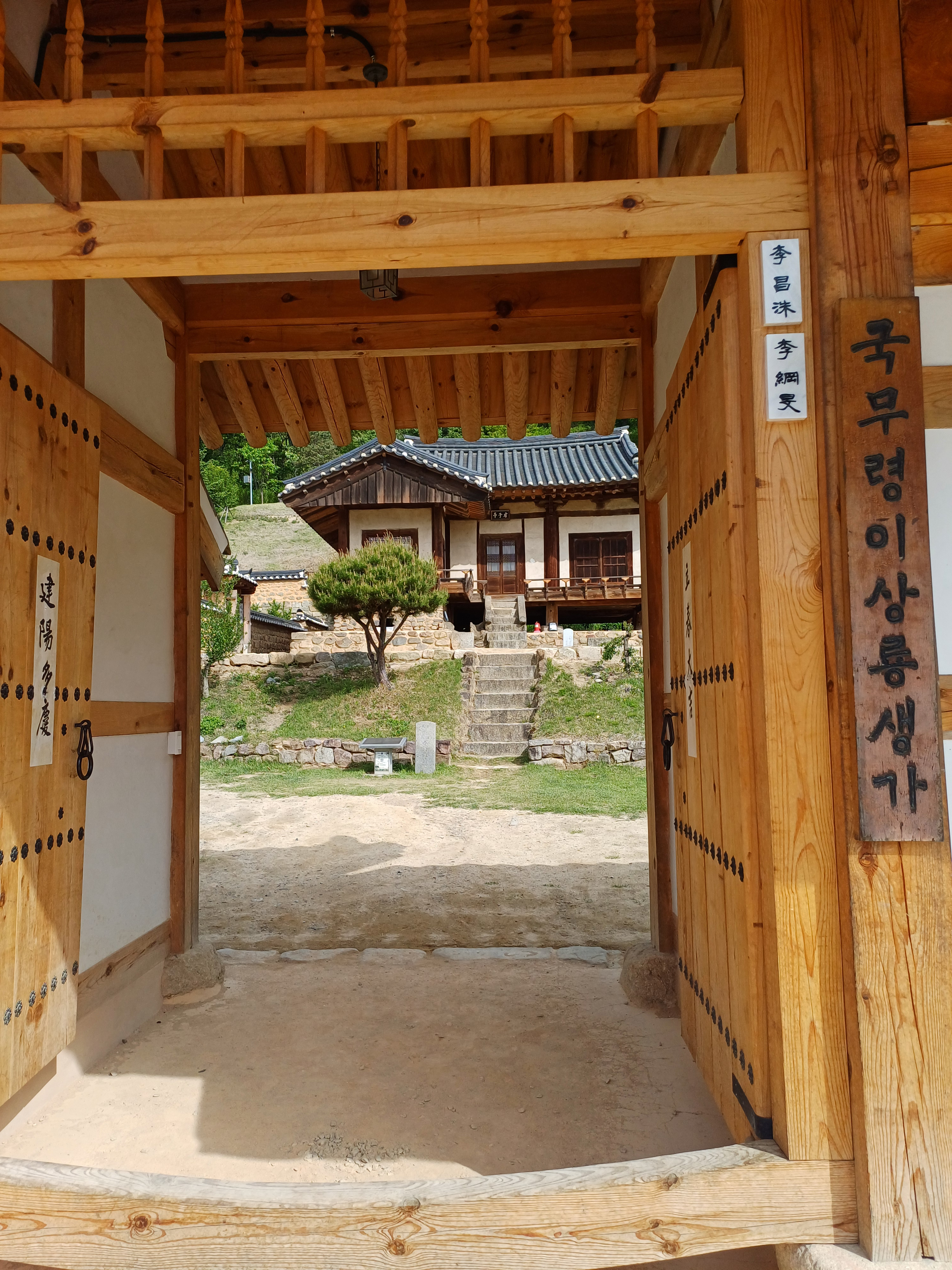
임청각 출입구
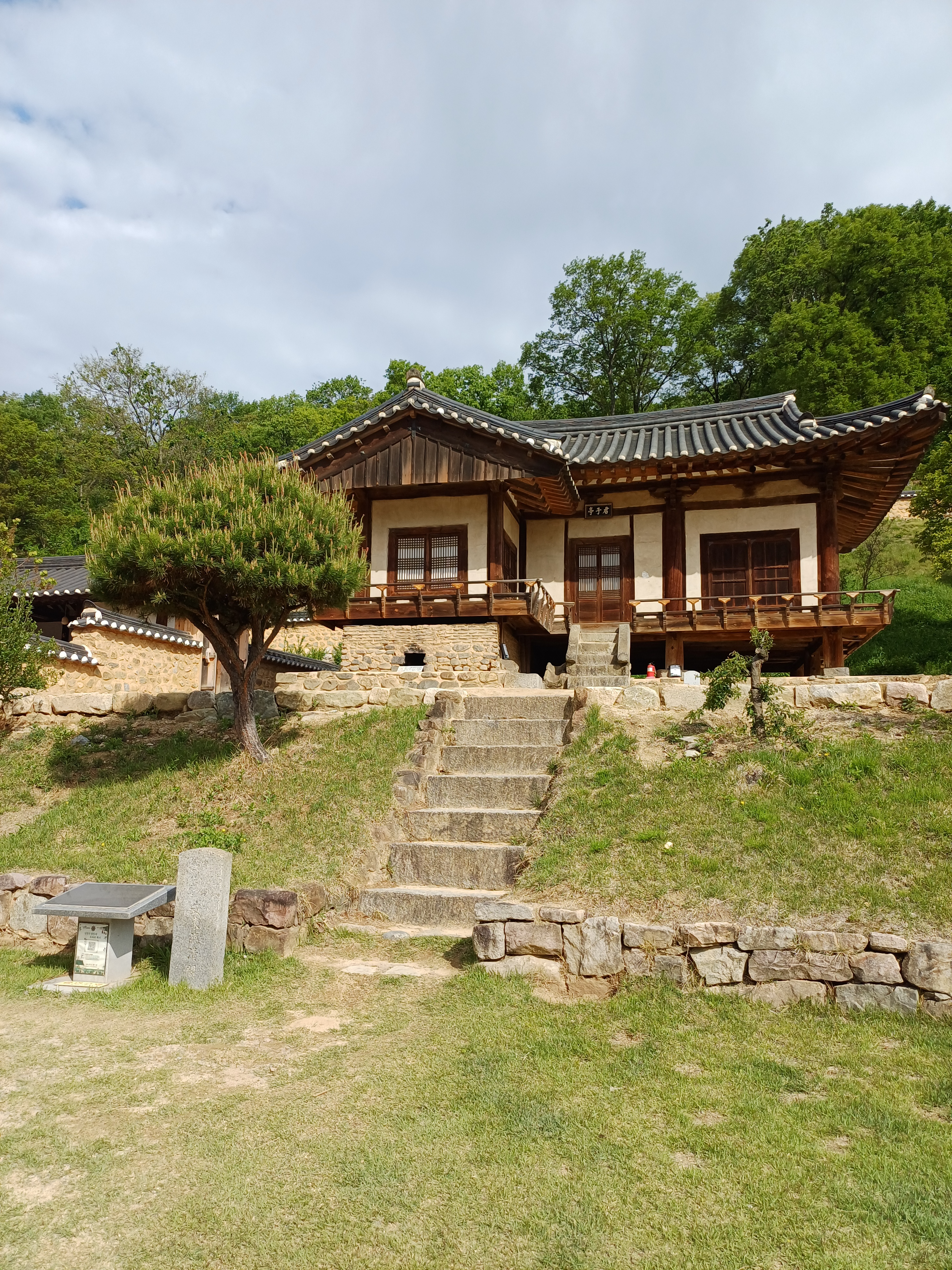
안동 임청각

## 같이 보기
- 안동역
- 안동터미널

## 참고 자료
- 안동 임청각 - 공식 웹사이트
- 안동 임청각 - 국가유산청 국가유산포털